# Neusitz
Neusitz – miejscowość i gmina w Niemczech, w kraju związkowym Bawaria, w rejencji Środkowa Frankonia, w regionie Westmittelfranken, w powiecie Ansbach, wchodzi w skład wspólnoty administracyjnej Rothenburg ob der Tauber. Leży w paśmie Frankenhöhe, około 27 km na północny zachód od Ansbachu, przy autostradzie A7.

## Dzielnice
W skład gminy wchodzą następujące dzielnice: Erlbach, Horabach, Södelbronn i Wachsenberg.

## Polityka
Rada gminy:
|      | CSU | Bezpartyjni | Razem     |
| 2002 | 3   | 10          | 13 miejsc |